# Gavrilov-Jam
Gavrilov-Jam [gavrílov-jám] (rusko Гаври́лов-Ям) je mesto v evropskem delu Rusije v Jaroslaveljski oblasti. Leta 2010 je imelo 18.077 prebivalcev. Leži ob reki Kotoroselj 46 km južno od Jaroslavlja.